# Форт Дюкен
Форт Дюкен (фр. Fort Duquesne, /duːˈkeɪn/, French: [dykɛn]; первоначально Fort Du Quesne) — форт, основанный французами в 1754 году на слиянии рек Аллегейни и Мононгахила. Впоследствии принадлежал британцам и американцам, и в итоге превратился в город Питтсбург в Пенсильвании. Сам форт Дюкен был разрушен французами перед английским завоеванием. Англичане основали на его месте форт Питт.
В настоящее время на месте обоих фортов находится Пойнт-Стейт-Парк, на территории которого кирпичами выложены очертания обоих фортов.

## История

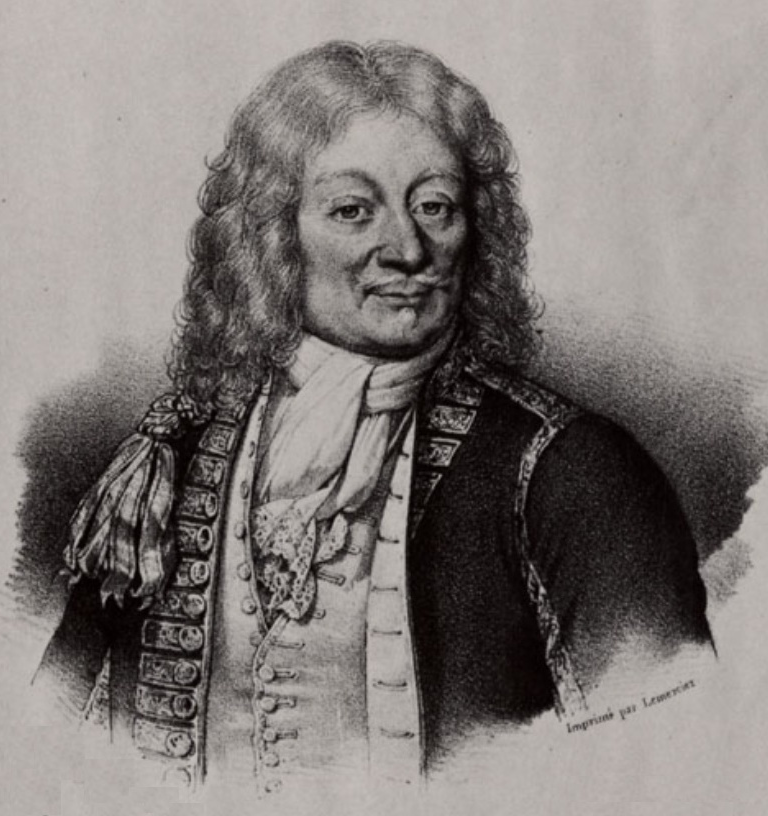
Маркиз Дюкен, губернатор новой Франции.

Война за австрийское наследство на североамериканском континенте завершилась Ахенским мирным договором 18 октября 1748 года, но вопрос о принадлежности долины реки Огайо оставался открытым. В 1749 году маркиз де Галиссеньер отправил в долину Огайо миссию Пьер-Жозефа Селорона де Бленвиля, который призвал индейские племена присоединиться к Франции для борьбы против англичан. В 1752 году губернатором Новой Франции стал маркиз Дюкен, который в 1753 году приказал построить несколько фортов на реке Аллегейни. В частности, было приказано возвести форт на слиянии рек Аллегейни и Мононгахила. На место был отправлен вооружённый отряд, но эпидемия помешала приступить к строительству.
Власти колонии Вирджиния были обеспокоены этими действиями. Губернатор отправил Джорджа Вашингтона в экспедицию в Огайо, чтобы потребовать от французов прекратить посягательства на земли, принадлежащие английскому королю и одновременно выбрать места, удобные для постройки форта. 23 ноября экспедиция достигла точки слияния Мононгахилы и Аллегейни, того самого места, где губернатор Роберт Динвидди задумывал построить форт. Вашингтон тщательно исследовал местность и решил, что стрелка при слиянии рек идеально подходит для укрепления, который здесь будет простреливать обе реки. Вечером он переправился через Аллегейни, и на её правом берегу экспедиция встала лагерем. Утром следующего дня Вашингтон проверил соседнее индейское поселение, которое также рассматривалось как место для постройки форта, но это место показалось ему невыгодным.
Вашингтон достиг форта Ле-Бёф, передал французам письмо губернатора и с ответным письмом вернулся в Уильямсберг. Миссия Вашингтона показала, что французы действительно намерены продвигаться в долину Огайо, поэтому губернатор немедленно приказал начать строительство форта на реке Мононгахиле, а в апреле 1754 года на усиление форта был направлен отряд из 120 человек под командованием Вашингтона. Но отряд не успел достичь форта: 17 апреля французский отряд под командованием Клода-Пьера де Контркёра вышел к недостроенному форту, обнаружив там всего 40 вирджинцев под командованием Энсина Уорда.
Контрекёр получил приказ маркиза Дюкена захватить развилку рек ещё 27 января. Дюкен назвал это задание «самой важной миссией в истории колонии». Контрекёр получил усиление в 400 человек и в начале марта его отряд прибыл в форт Преск-Айл. Уже с февраля Контрекёр знал, что англичане строят форт на развилке. Когда 17 апреля французы вышли к тому, что они называли «форт Трент», их было 600 человек, и энсин Уорд сдался. Одновременно капитан Мерсьер предложил вампум вождю Таначарисону в знак того, что желает дружбы и ирокезами. Но Таначарисон был возмущён тем, что французы появились на его землях и заявил, что не позволит изгнать англичан. 

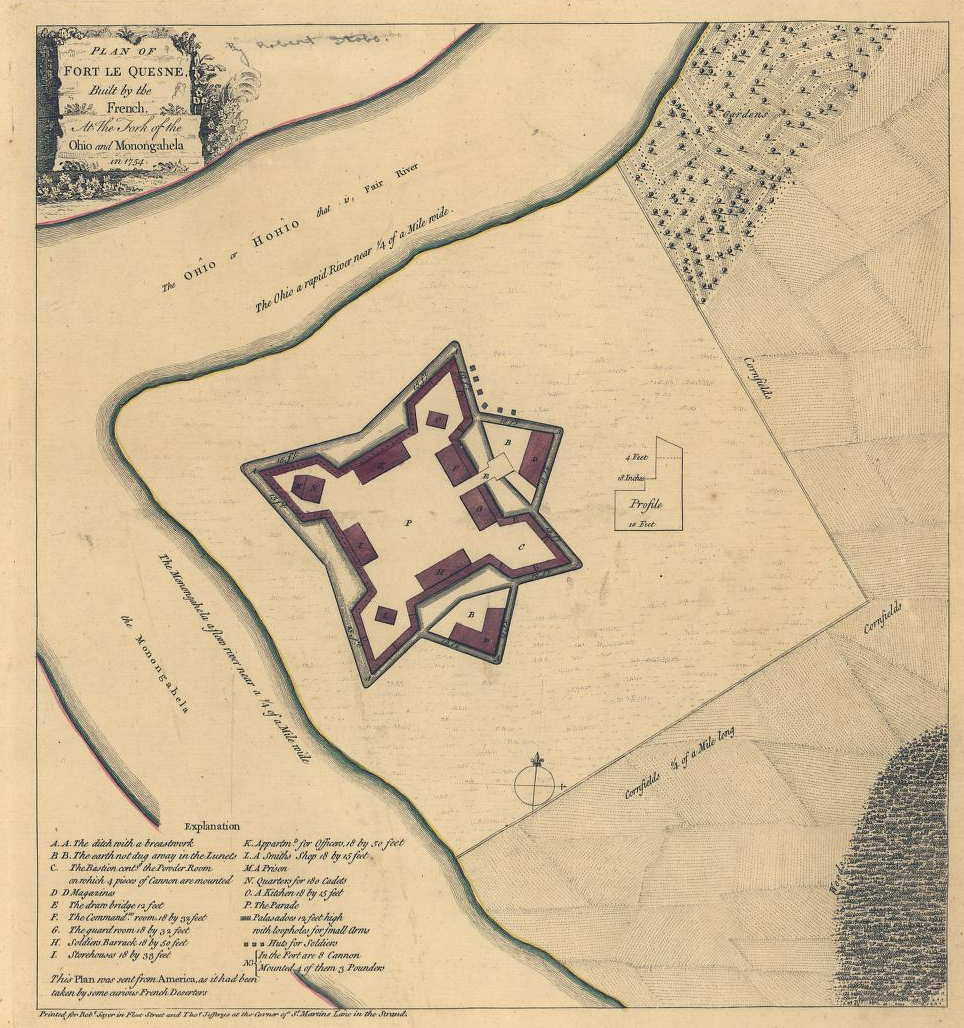
План форта 1754 года.

Вашингтон остановил наступление на форт, занял позицию в местечке Грейт-Мидоуз, и стал ждать подкреплений. 28 мая Вашингтон выследил и атаковал французский отряд. В ходе столкновения, известного как Стычка у Грейт-Медоуз или Жумонвильский инцидент, около 10 французов было убито и 21 взят в плен. Погиб командир отряда, Жозеф-Колон де Жумонвиль. Вашингтон начал укреплять свой лагерь и в итоге появилось укрепление, известное как Форт Несисити. 4 июля 1854 крупный французский отряд подошёл в форту и после сражения у форта Несисити Вашингтон капитулировал.
На сооружение форта у французов ушёл почти год. Укреплением командовал маркиз де Контркёр, который 23 мая 1755 года сообщил маркизу Дюкену, что строительство форта близко к завершению. Но Контркёр чувствовал неуверенность и упадок сил, и поэтому просил Дюкена сменить его на этом посту. Его форт был слишком мал, плохо обеспечен продовольствием, и не смог бы выдержать осады. Маркиз Дюкен не верил, что форту угрожает какая-то опасность. В апреле он писал Контркёру: «Я не поверю, что форт Дюкен осаждён, пока вы не сообщите мне, что англичане вырыли первую траншею... Советую вам так же расслабиться, поскольку англичане на этом континенте ещё не научились искусству осадной войны». И Дюкен и Контркёр не верили, что англичане смогут перевезти через Аппалачи орудия такого калибра, который позволит повредить стены форта. Дюкену доносили о британских приготовлениях, но он не воспринял это всерьёз.
И всё же Дюкен предпринял энергичные меры по усилению форта и по поиску индейских союзников. Ранней весной он убедил канадских ирокезов принять участие в войне в Огайо. Он собрал большой конвой с орудиями, порохом и продовольствием, который поручил капитану Даниелю де Божо. Этот конвой вышел из Монреаля 23 апреля 1755 года, прошёл вверх по реке Святого Лаврентия, пересёк озеро Онтарио, прибыл в форт Ниагара, а затем добрался горами и лесом до самого форта Дюкен. Историк Дэвид Престон сравнивал экспедицию Де Божо с экспедицией Брэддока по уровню сложности, и писал, что в историографии обычно недооценивают трудности переброски французских подкреплений из Монреаля в форт Дюкен. Де Божо смог прибыть в форт только 27 июня, сам конвой прибыл 2 июля, а отдельные подразделения подходили ещё несколько дней.

## В культуре
Основание форта Дюкен упоминается в романе Уильяма Теккерея «Виргинцы»: «Французские войска, численно  значительно  превосходившие  наши, встретились с английскими аванпостами, которые пытались  укрепиться на границе Пенсильвании в том месте, где теперь вырос огромный город Питтсбург. Виргинский офицер, имевший в своем  распоряжении  только сорок солдат,  не мог оказать никакого сопротивления двадцатикратно сильнейшему неприятелю, который появился  перед его недостроенным фортом. Французы  позволили ему спокойно  уйти, а сами завладели его крепостью, завершили ее постройку и назвали ее фортом Дюкен в честь канадского губернатора».